# N-Triples
N-Triples is een formaat voor het opslaan en verzenden van gegevens, en met name van belang bij het gebruik van metadata.
N-Triples is opgebouwd uit regels zonder tekstopmaak. N-Triples moet niet verward worden met Notation3 dat een superset van Turtle is. N-Triples is eenvoudiger en een subset van Notation3 (N3).
Er is voor de extensie '.nt' gekozen om onderscheid te maken met Notation3 '.N3'. Een ander verwant formaat is RDF/XML.

## Bestandsformaat
Elke regel van een N-Triples-bestand vertegenwoordigt een enkel statement of commentaar.
Elk statement bestaat uit drie delen, gescheiden door een spatie: 
- het onderwerp
- het predicaat
- het object

en wordt afgesloten met een punt.
De gerelateerde 'N-quads' superset breidt N-Triples uit met een optionele context-waarde.